# Witali Leontjewitsch Mutko

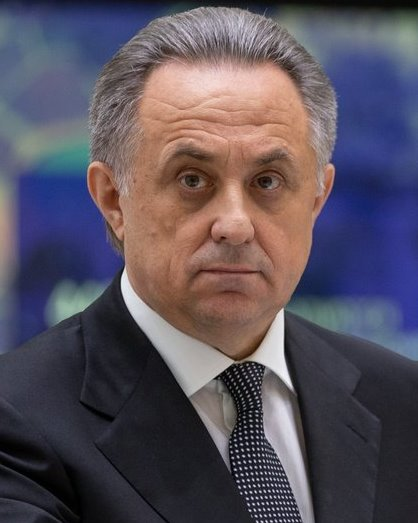
Witali Mutko (2018)

Witali Leontjewitsch Mutko (russisch Виталий Леонтьевич Мутко, englisch Vitaly Mutko; * 8. Dezember 1958 in Kurinskaja, Region Krasnodar, Sowjetunion) ist ein russischer Politiker und Fußballfunktionär. Er ist seit 2016 einer der Vize-Ministerpräsidenten. Zudem war er Präsident von Zenit Sankt Petersburg (1995–2003), der Premjer-Liga (2001–2003) des russischen Fußballverbandes (2005–2009 und 2015–2018) und des FIFA-Exekutivkomitees (2009–2017), Vizebürgermeister von Sankt Petersburg (1992–1996), Mitglied des Föderationsrats (2003–2008) sowie russischer Minister für Sport, Tourismus und Jugendpolitik (2008–2016).

## Karriere
1979 wurde er von der KPdSU aufgenommen und absolvierte seine Ausbildung im damaligen Leningrad und bis 1999 ein Studium. 1990 wurde er Präsident des Sowjets und 1991 Chef der Verwaltung des Rajons Kirow, bevor er 1992 in die Regierung der Stadt Sankt Petersburg als Vizebürgermeister aufgenommen wurde. Im selben Jahr wurde er in den Aufsichtsrat von Zenit Sankt Petersburg gewählt, 1995 zum Präsidenten; während seiner Zeit konnte er Gazprom als Sponsor des Klubs gewinnen und diesen aus der Zweitklassigkeit in den Europacup führen.
Mutko begann seine politische Karriere auf nationaler Ebene wie viele russische Politiker der Ära Putin/Medwedew als ehemaliges Mitglied der Stadtverwaltung in St. Petersburg. Ab 2003 führte er eine Kommission für Jugend und Sport des Föderationsrats. Während der Amtszeit von Präsident Dmitri Medwedew war er Sportminister von 2008 bis 2012. Wegen Betrugs und Begünstigung von Angehörigen im Zusammenhang mit dem Aufenthalt der russischen Delegation bei den Olympischen Winterspielen Spielen 2010 in Vancouver, erstattete der russische Rechnungshof Strafanzeige gegen ihn. Vom nachfolgenden Präsidenten wurde er im Mai 2012 als Sportminister bestätigt. Mutko gehörte zum Aufsichtsrat des Organisationskomitees für die Olympischen Winterspiele 2014 in Sotschi.
Wiewohl auch der Russische Schwimmverband Athleten zu den beiden von der FINA neu eingerichteten Wettbewerben des Gemischten Duetts im Synchronschwimmen anlässlich der im eigenen Land stattfindenden Schwimmweltmeisterschaften 2015 stellte – sie holten eine Gold- und eine Silbermedaille –, empörte sich Sportminister Mutko über die Teilnahme von Männern, eine Entscheidung, die er für dumm und fehlerhaft hielt. „Aus meiner Sicht ist Synchronschwimmen eine Sportart nur für Frauen.“
Als Sportminister war er verantwortlich für das im McLaren-Report im Jahr 2016 beschriebene Staatsdoping.
Im Oktober 2016 wurde Mutko Vize-Ministerpräsident, zuständig für Sport-, Tourismus- und Jugendpolitik.
Im Mai 2018 wurde er Vizeministerpräsident für Bauaufsicht und Regionen. Bei der öffentlich übertragenen Bekanntgabe durch Ministerpräsident Medwedew war unter den Anwesenden der Partei Einiges Russland Gelächter zu hören. Im Internet kursierten Witze darüber, wie es Mutko schaffte, an der Macht zu bleiben. Die Nowaja Gaseta gewann der Nominierung eine positive Seite ab, da in der Baubranche mit ihrem maximalen Versickern von Steuergeldern jemand gefragt sein könnte, der sich von den Intrigen Anderer fern halte.

## Doping-Skandale

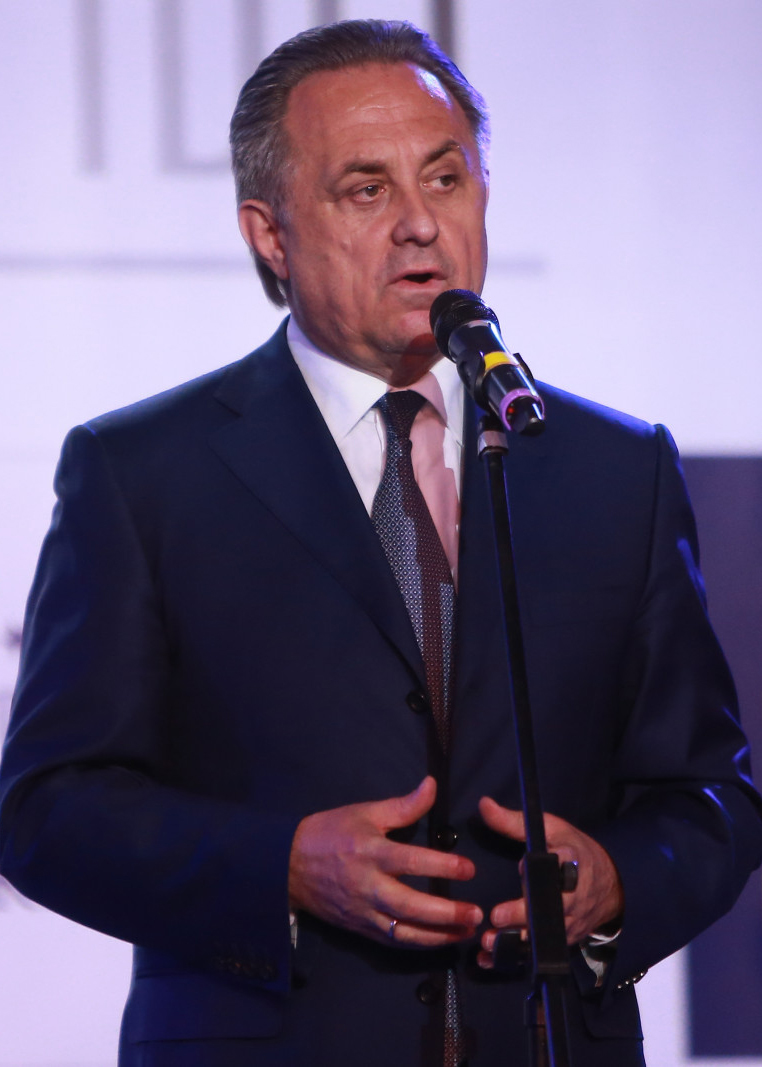
Mutko im Jahr 2017

In der WDR-Dokumentation „Geheimsache Doping – Showdown für Russland“ von Juni 2016 erhärtete der ARD/WDR-Dopingexperte Hajo Seppelt mit bislang unveröffentlichten Dokumenten den Verdacht, dass die russische Regierung und der Sportminister Witali Mutko direkt an der Vertuschung des staatlich gesteuerten Dopings beteiligt war.
In einem Interview mit der Sport-Nachrichtenagentur R-Sport im September 2017 wies Mutko die staatliche Beteiligung am systematischen Doping vehement zurück und warf stattdessen der Welt-Anti-Doping-Agentur (Wada) vor, mit dem Verweis auf Grigori Rodtschenkow, der Mann, der als ehemaliger Leiter des Moskauer Anti-Doping-Labors die systematischen Dopingpraktiken in Russland öffentlich gemacht hatte, die ganze Affäre mitverursacht zu haben: „Wir haben erkannt, dass Rodtschenkow selbst alle Regeln, Vorschriften und Standards der Wada verletzt hat. Wir haben ihn gefeuert. Sie (Wada) hatten die Kontrolle über ihn (Rodtschenkow) und haben ihm die Arbeitserlaubnis erteilt. Doch jetzt wird der russische Staat dafür verantwortlich gemacht.“
Das Internationale Olympische Komitee stufte Mutko als zentralen Kopf der systematischen Manipulation ein und verbannte ihn am 5. Dezember 2017 lebenslänglich von Olympischen Spielen, die Sperre wurde am 11. Juli 2019 aufgehoben. Ende Dezember 2017 gab Mutko bekannt, die Führung des russischen Fußballverbands für das kommende Halbjahr bis zur Fußball-WM 2018 in Russland niederzulegen. Dies wurde als Konsequenz aus den Dopingvorwürfen gegen Russland angesehen. Für die Übergangszeit solle der bisherige Verbands-Generalsekretär Alexander Alajew das Amt ausführen. Kurz danach gab Mutko auch den Posten als Cheforganisator der Weltmeisterschaft ab.
Anfang Juni stellte der Verbandsführer klar: «Mutko ist unser Präsident. Er war nie weg.»